# Pałacyk książąt pszczyńskich w Katowicach
Pałacyk książąt pszczyńskich w Katowicach – pałacyk (willa) znajdująca się w Katowicach przy ulicy Bielskiej 1, na terenie dzielnicy Murcki, na wzniesieniu zwanym Wzgórzem Wandy.
Pałacyk został wzniesiony przez ród Hochbergów (książąt pszczyńskich) w roku 1905 na zboczach Białobrzeskiej Góry (dzisiaj zwanej Wzgórzem Wandy), na terenie Murcek. Willa znajduje się w pobliżu Rezerwatu Buków – części dawnej Puszczy Śląskiej. Od samego początku pałacyk spełniał rolę rekreacyjną.
Z biegiem czasu willa została przeznaczona na dom dyrektora pobliskiej kopalni, a od 15 maja 1975 roku mieści się w niej Miejskie Przedszkole nr 72 w Katowicach, które najpierw należało do Kopalni Węgla Kamiennego „Murcki”, a od stycznia 1978 roku przeszło pod pieczę Inspektoratu Oświaty w Katowicach.
Obiekt został wpisany do rejestru zabytków decyzją z 6 kwietnia 2023 (nr rej. A/1164/23).